# Liamere (album)
Liamere je debitantski studijski album istoimenske skupine, izdan v samozaložbi 13. novembra 2015. Album sta predstavila na koncertu v Gali Hali na Metelkovi v Ljubljani januarja 2016.

## Kritični odziv
Za Radio Študent je Sara Korošec napisala, da je album »celostna podoba s kombinacijo zelo dobro sproduciranih beatov, eksaktnih aranžmajev, vsebinsko obogatenih z dodelanimi teksti in zračnim vokalom, ki so v iskanju novih kombinacij dinamičnih stopnjevanj ali ustavljanj, precej jasno zastavljena in lahko s koherentnostjo in polnostjo zelo pogumno vstopi tudi preko dometa slovenskih radijskih postaj.« Ob koncu leta je bil s strani spletne revije Hrupmag album izbran za 10. najboljši domači album leta.

### Priznanja
| objava  | uvrstitev | seznam       |
| ------- | --------- | ------------ |
| Hrupmag | 10.       | Best of 2015 |

## Seznam pesmi
Vse pesmi sta napisala Kaja Skrbinšek in Andi Koglot.
1. »Sightless« – 3:55
2. »Apart« – 3:13
3. »B_real« – 4:34
4. »Dust« – 5:00
5. »Cordless« – 5:40
6. »Plaything« – 5:33
7. »Triggers« – 4:59
8. »Sabotage« – 6:03
9. »Restless« – 5:49

## Zasedba
- Kaja Skrbinšek - Malidah — vokal
- Andi Koglot - Ferguson — klavir, sintesajzer, programiranje, aranžmaji, produkcija, miksanje
- Anej Kočevar — mastering, bas kitara (v živo)